# Дархан (Жетысайский район)
Дархан (каз. Дархан, до 2011 г. — Муратбаево) — село в Жетысайском районе Туркестанской области Казахстана. Входит в состав Макталинского сельского округа. Код КАТО — 514479600.

## Население
В 1999 году население села составляло 1193 человека (633 мужчины и 560 женщин). По данным переписи 2009 года, в селе проживало 1358 человек (705 мужчин и 653 женщины).